# 애나 크리스티

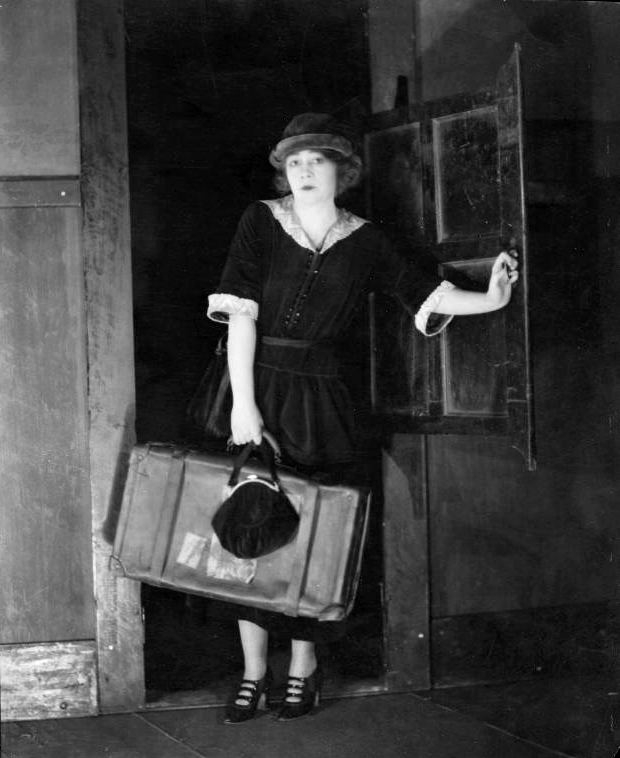

애나 크리스티(Anna Christie) 또는 안나 크리스티는 유진 오닐의 희극이다. 이 작품으로 유진 오닐은 ＜지평선 너머＞에 이어 두 번째 퓰리처상을 수상했다. 평생 바다에서 살아온 선장 크리스와 육지의 삶에 환멸을 느끼고 바다를 찾아온 크리스의 딸 애나 크리스티의 갈등과 화해를 그렸다. 크리스와 애나의 갈등은 이후 오닐의 다른 작품들에서 바다와 육지, 꿈과 현실, 운명과 자유의지의 대립과 갈등이라는 주제로 중복되고 변주된다. 이처럼 오닐은 선원으로 일한 경험을 바탕으로 바다가 배경인 작품을 여러 편 선보이며 ‘해양극’이라는 독특한 장르를 개척하는데, 그 초기 모습을 ＜애나 크리스티＞에서 확인할 수 있다.
나중에 이 작품은 영화로도 각색되는데, 무성영화가 유성영화로 대체되어 가던 시기에 그레타 가르보가 애나 역을 맡아 처음 대중에게 목소리 연기를 선보여 화제가 되었다.

## 각색
＜애나 크리스티＞는 오닐이 1919년에 ＜크리스 크리스토퍼슨＞이란 제목으로 첫선을 보인 작품을 각색한 것이다. 오닐은 각색을 통해 주인공을 크리스에서 애나로 바꾸고 애나에게 ‘선(善)한 창녀’라는 새로운 캐릭터를 부여했다. 그 결과 ＜크리스 크리스토퍼슨＞에서 보호가 필요한 순수한 여성이던 애나는 ＜애나 크리스티＞에선 육지의 삶에 환멸을 느껴 바다에서 삶을 개혁하고 사랑을 쟁취하는 매춘부로 탈바꿈한다. 주인공 ‘애나’는 창녀라는 직업을 가졌지만 마음만은 곱고 순수한 여성이다. 정규 교육조차 받지 못했지만 삶을 꿰뚫어 보는 통찰력과 지혜를 가졌고, 추한 세상에 물들지 않고 자신의 삶을 개혁하려는 강인한 의지를 가졌다. 크리스와 버크는 그녀의 과거 직업을 두고 그녀의 도덕성을 의심하며 그녀를 비난하지만, 아이러니하게도 바다에서의 거친 삶에 지쳐 있던 두 사람은 ‘애나’를 통해 구원받는다. ＜애나 크리스티＞는 1921년 브로드웨이에서 초연되어 큰 성공을 거두었다. ≪뉴욕 타임스≫는 이 공연을 “놀라울 만큼 몰입도 높은 작품”이라며 “꼭 봐야 할 연극”이라고 극찬했다.
작품에 나오는 모든 인물에는 오닐의 모습이 조금씩 배어 있다. 우선 애나의 굴곡진 삶은 오닐의 청년 시절을 닮았다. 애나가 아버지와 떨어져 낯선 곳에서 외롭게 지내다 상처를 입었던 것처럼 오닐 또한 기숙학교에서 가족과 떨어져 지내며 외로움에 시달렸고, 알코올 중독인 형 때문에 고통을 겪었다. 이후 선원이 되어 자유를 찾아 바다로 나갔다가 육지에 대한 그리움으로 다시 귀향을 위한 긴 항해에 나섰던 경험은 크리스와 맷이라는 캐릭터를 형상화하는 재료가 된다. 오닐의 분신인 것만 같은 세 사람의 갈등은 곧 오닐 자신의 오랜 내면 갈등을 나타낸 것인지도 모른다. 바다와 육지의 대결 구도는 꿈과 현실, 운명과 자유의지의 끝없는 대립과 갈등을 상징하며, 오닐의 삶이 바로 그 가운데 놓여 있었기 때문이다. 이 주제는 이후 오닐의 작품에서 계속해서 중복되고 변주되어 해양극이라는 오닐 특유의 장르를 형성하게 된다.
유진 오닐은 1922년에 ＜애나 크리스티＞로 퓰리처상을 수상한다. ＜지평선 너머＞에 이은 두 번째 수상이었다. 이로써 오닐은 미국 현대 연극의 아버지라는 입지를 굳혔다.

### 영화
＜애나 크리스티＞는 나중에 영화로도 각색되었는데, 그레타 가르보가 ‘애나’ 역을 맡아 열연을 펼쳤다. 마침 유성 영화가 막 제작되기 시작하던 때라 그녀의 목소리가 대중 관객에게 공개된 첫 작품으로 화제를 모았는데, 영화 홍보 문구도 “가르보가 말을 한다”였다. 한편 ‘애나’라는 캐릭터를 가장 충실히 구현해 낸 것은 마릴린 먼로였다. 먼로가 액터스 스튜디오에서 ＜애나 크리스티＞의 한 장면을 연기했는데, 이 공연을 본 사람들은 먼로의 최고의 작품이자 ‘애나’에 대한 최고의 해석이라고 극찬했다고 한다.

## 수상
- 1922 Pulitzer Prize for Drama
- 1993 Drama Desk Award for Best Revival of a Play
- 1993 Tony Award for Best Revival of a Play
- 2011 Olivier Award for Best Revival of a Play